# Палкинская волость (Псковский уезд)
Палкинская волость — административно-территориальная единица в составе Псковского уезда Псковской губернии РСФСР в 1924 — 1927 годах. Центром было село Палкино.
Образована в соответствии с декретом ВЦИК от 10 апреля 1924 года из (дореволюционной) Палкинской волости Псковского уезда. Была разделена на сельсоветы: Гавриловский, Локновский, Палкинский. В октябре 1925 года был образован Гнилинский сельсовет. Декретом ВЦИК от 15 февраля 1926 года из Псковской волости присоединен Ветошинский сельсовет.
В рамках ликвидации прежней системы административно-территориального деления РСФСР (волостей, уездов и губерний), Палкинская волость была упразднена в соответствии с Постановлением Президиума ВЦИК от 1 августа 1927 года, а её территория была передана в состав новообразованного Палкинского района Псковского округа Ленинградской области.